# Крайня плоть

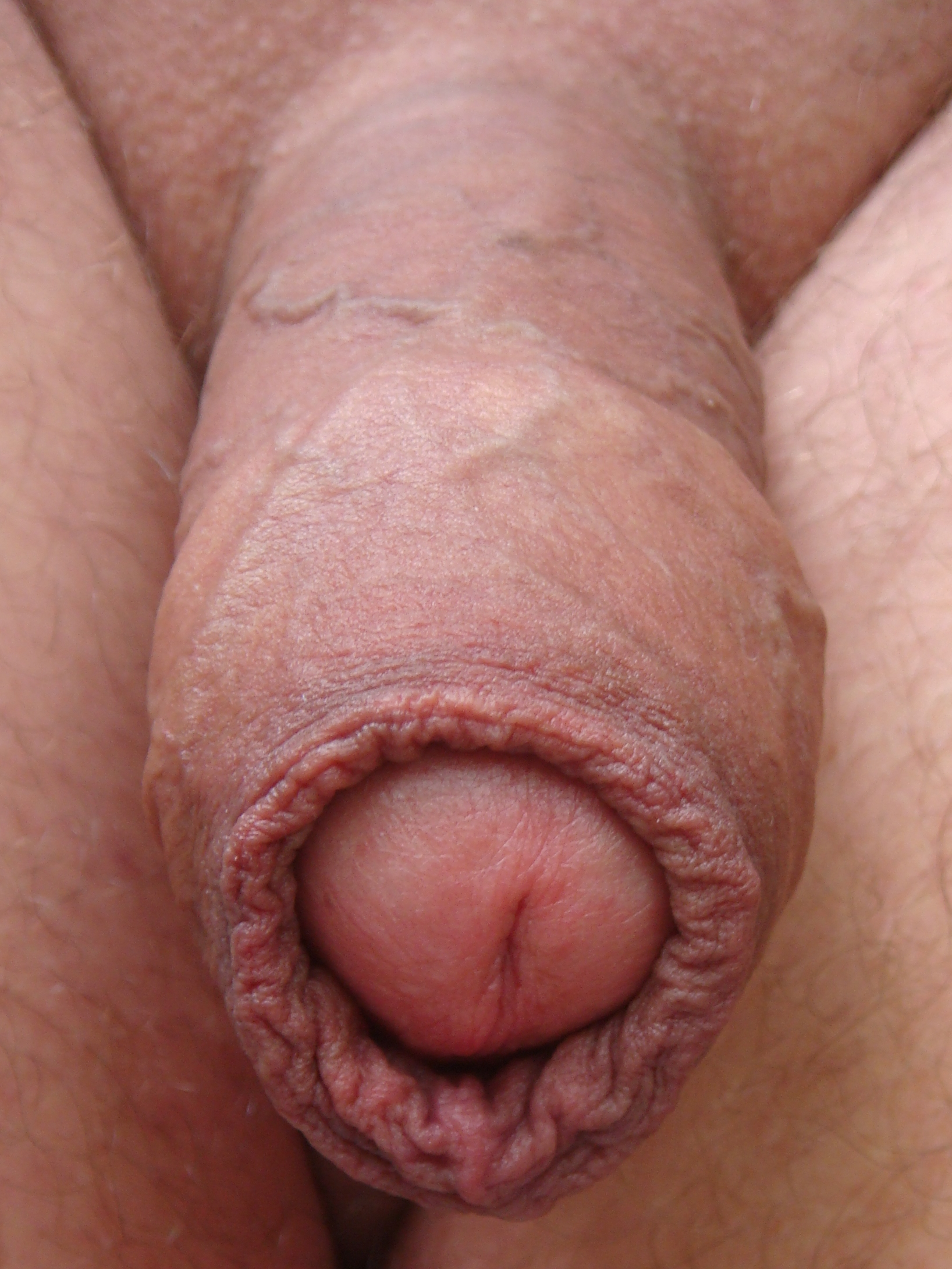
Крайня плоть

Крайня плоть, або передня шкірочка ( лат. praeputium) — складки шкіри, що прикривають частину зовнішніх статевих органів.

## Назва
У 1920-х роках пропонувалася назва припо́нець. Також іноді вживають при́прутня, при́путня, пропо́нець, на́шкірок, ви́кота, (переважно сленг., вульг.) залу́па.

## Анатомія

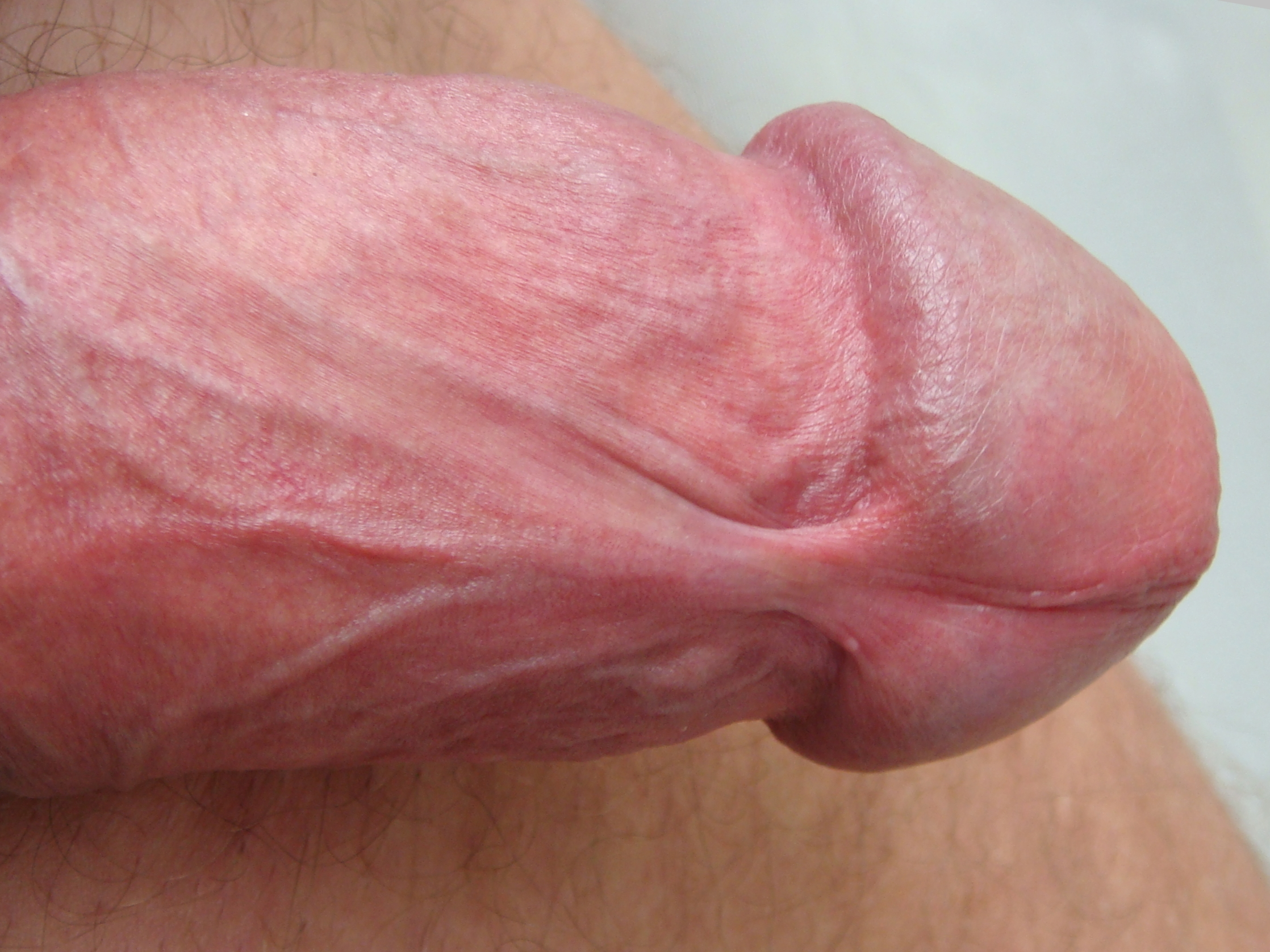
Вуздечка крайньої плоті

Крайня плоть має вуздечку — шкірну складку, що сполучає її з головкою статевого члена або клітора.

### У чоловіків
У чоловіків крайня плоть повністю або частково покриває голівку статевого члена. Як правило, при ерекції вона зсувається за головку та збирається біля її основи.

### У жінок

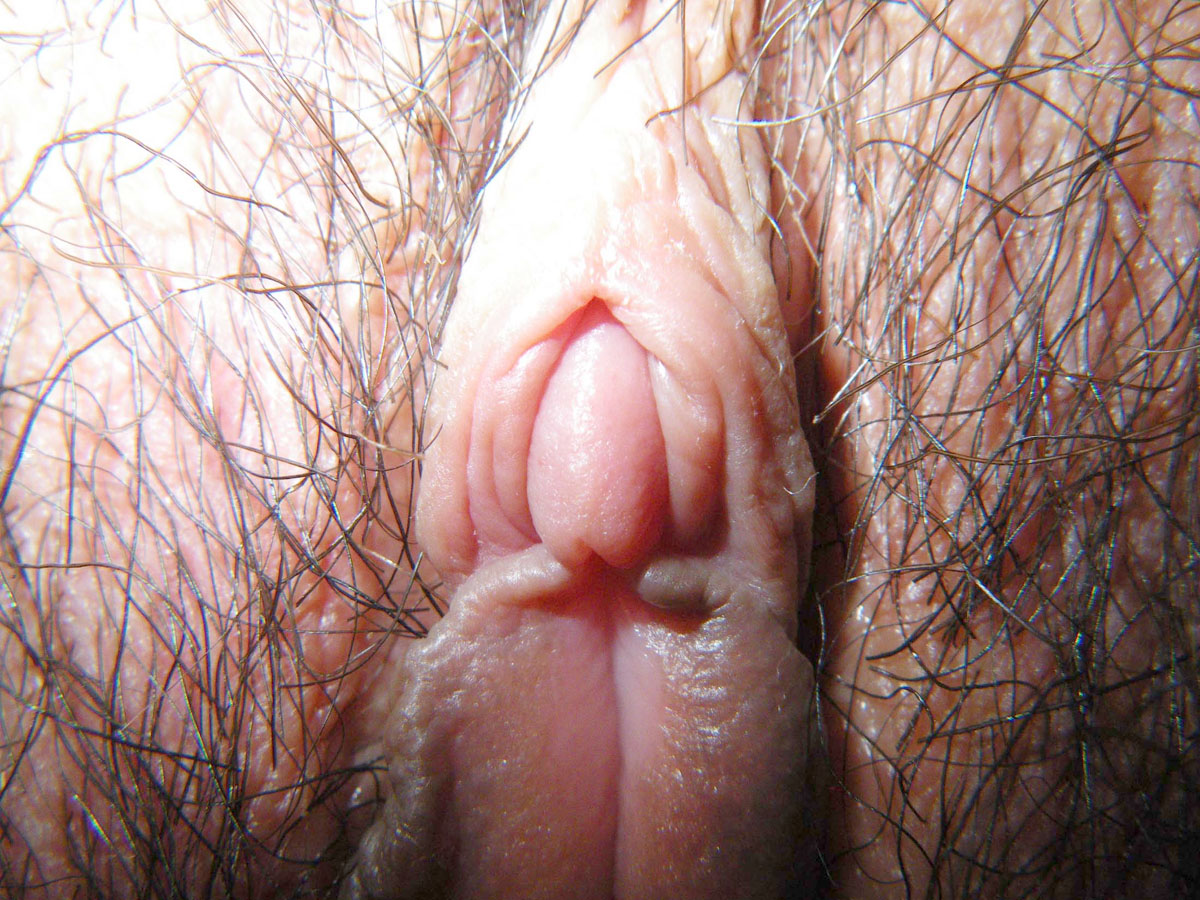
Крайня плоть клітора

У жінок крайня плоть утворена малими статевими губами та прикриває голівку клітора.

## Захворювання
- Постит — запалення внутрішньої поверхні крайньої плоті.
- Фімоз — звуження крайньої плоті, при якому голівка статевого члена не оголюється зовсім, оголюється лише частково, або оголюється важко і болісно.
- Парафімоз — обмеження голівки статевого члена внутрішнім листком крайньої плоті, що виникає зазвичай при насильницькому відсунення її за голівку.
- Синехії крайньої плоті — спайки крайньої плоті з голівкою.

## Хірургічні операції
- Обрізання — процедура видалення крайньої плоті, як у чоловіків, так і у жінок (кліторальна циркумізація).
- Френулотомія — хірургічне розсічення вуздечки крайньої плоті.

## У релігії та культурі
У Стародавній Греції розрізнялися терміни πόσθη (частина крайньої плоті, що покриває голівку) та ἀκροπόσθιον (трубчаста частина, що виходить за межі голівки). Видовжений «акропостіон» вважався особливо гарним. Для фіксації крайньої плоті давньогрецькими атлетами використовувалася спеціальна поворозка — кінодесма.